# Harpella
Harpella — рід грибів родини Harpellaceae. Назва вперше опублікована 1929 року.
Поширений рід, що містить п'ять видів, які ростуть у комахах Diptera.